# Noge

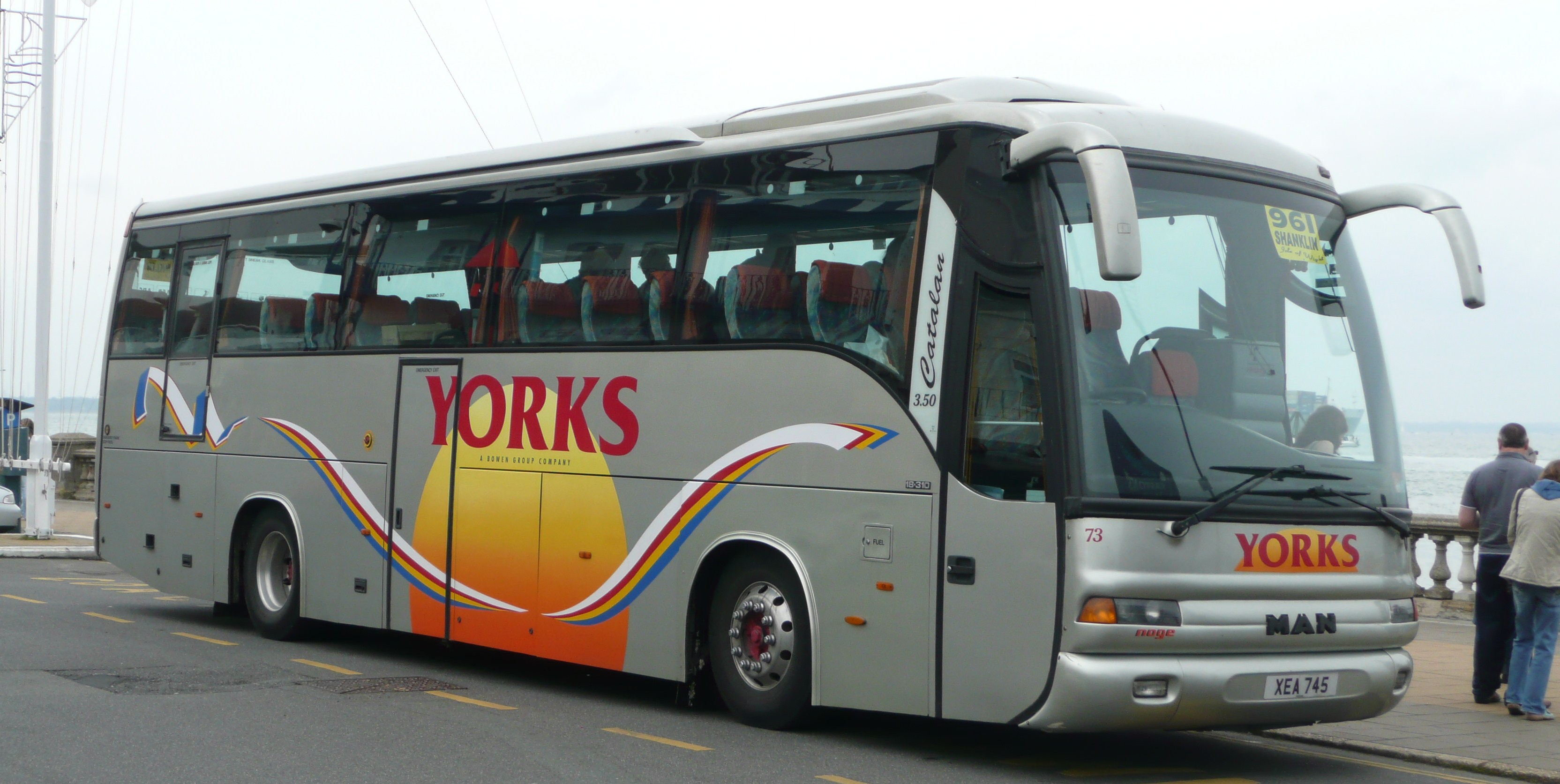
Noge на шасси MAN

Noge SL — испанская фирма из Жероны, создающая с 1964 года разнообразные автобусные кузова на шасси различных западно-европейских изготовителей.
B программу компании Noge входит обширное семейство — от малых автобусов длиной 7 м до 3-осных 15-метровых пассажирских машин, имеющих 70 с лишним мест для сидения. Туристские автобусы самого многочисленного семейства Touring Star монтируются на разных европейских шасси и выполнены в характерном для фирмы простом и элегантном стиле с преобладающими округлыми формами и эллипсовидными линиями.

## Серия Cittour
Для крупных городов Noge выпускает типовые 2- и 3-дверные низкорамные 100-местные автобусы Cittour длиной 10-12 м на разных шасси MAN с двигателями мощностью 220 и 260 л.с., идентичных по кузову популярной немецкой модели MAN NL263.

## Серия Touring
В 2000 году на шасси MAN 18.310 c 5-ступенчатой автоматической коробкой передач был представлен оригинальный низкорамный туристско-рейсовый автобус Touring с большой площадью остекления и широкими выдвижными стеклянными дверями, созданный в более модном духе с передней облицовкой в стиле «улыбка» и предназначенный для обслуживания курортных районов.

## Серия Touring Intercity
Фирма Noge предлагает междугородный 2-дверный автобус Touring Intercity длиной 12-13 м на шасси IVECO EuroRider с количеством посадочных мест 53-59 и общей вместимостью до 80 человек. Модель оборудуют различными агрегатами, повышающими комфорт.

## Серия Touring Star
Программу фирмы Noge начинают туристско-экскурсионные автобусы Sprinter и Vario длиной 7,0-7,2 м и вместимостью 18-21 пассажир, выполненные на одноименных удлиненных шасси фирмы Mercedes-Benz. Туристскую серию Touring Star составляют 8 моделей (от 3.20/9 до 3.70/15) на стандартных шасси Mercedes-Benz О404, IVECO EuroRider или MAN 11.220/18.310 с силовыми агрегатами заднего расположения, механической или автоматической коробкой передач, пневматической подвеской и тормозами с антиблокировочной системой. Кузова с приподнятым расположением салона, решенные в единообразном узнаваемом стиле, имеют антикоррозионное покрытие, оснащены тонированными стеклами и усиленной системой вентиляции. Все составляющие это семейство модели имеют единую габаритную ширину 2550 мм. Для 2-осных машин длина составляет от 9,2 до 13,75 м, габаритная высота — 3215-3675 мм, количество мест для сидения — 37-63. Эту гамма завершает 3-осный 15-тонный вариант Noge 3.70/15 (6×2) с кузовом высотой 3675 мм на 71 пассажира. В зависимости от исполнения такие автобусы имеют багажные отсеки вместимостью 5,6-15,7 м3.

## Модельный рядавтобусовNoge

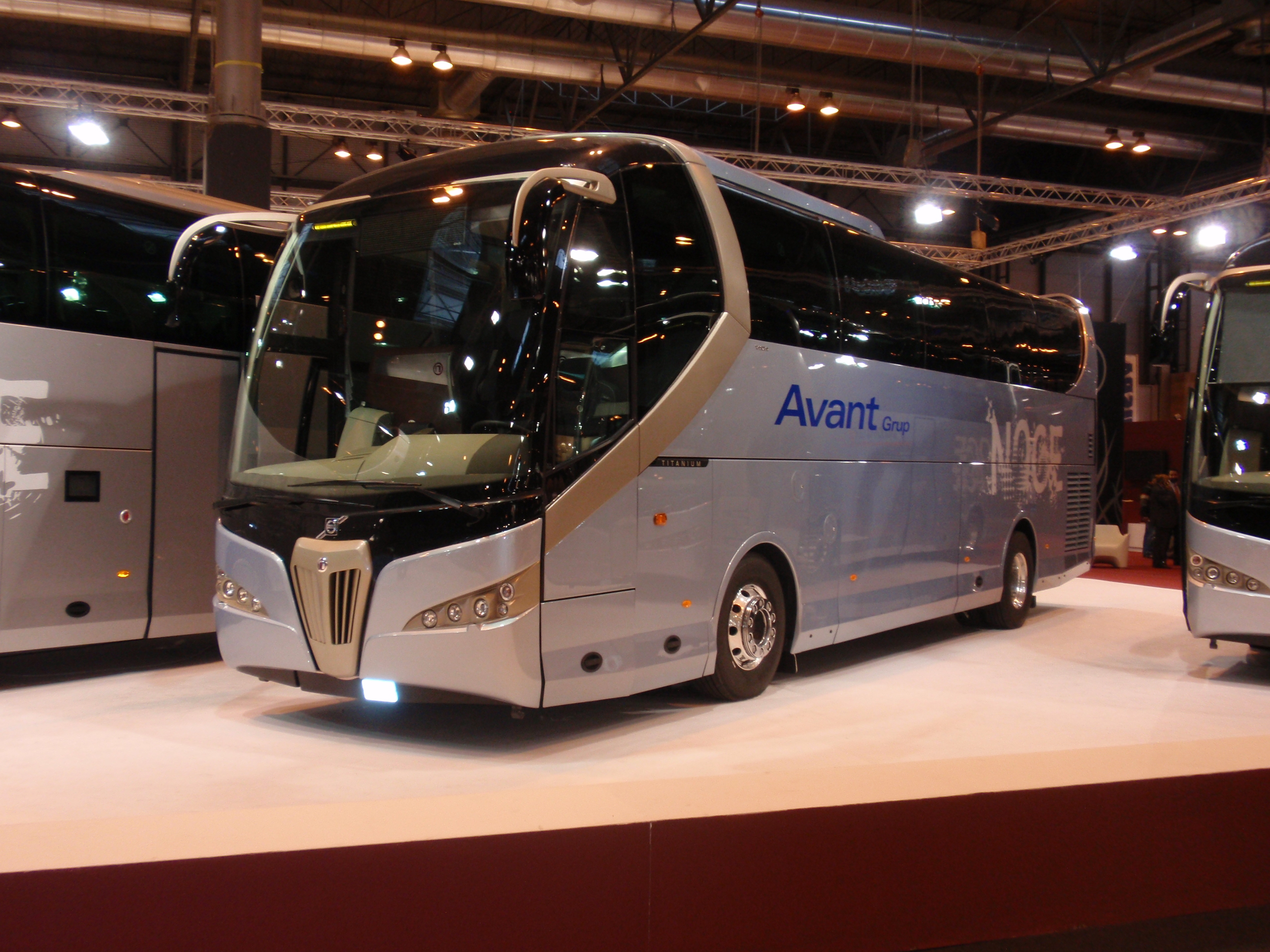
Noge Titanium

- Noge Intercity 12m
- Noge Intercity 15m
- Noge Touring Junior 330-10
- Noge Touring Junior 330-10
- Noge Touring Star 345-11
- Noge Touring Star 345-12
- Noge Touring Star 370-12
- Noge Touring Star 345-12,9
- Noge Touring Star 370-12,9
- Noge Touring Star 345-13,8
- Noge Touring Star 370-13,8
- Noge Touring Star 345-15
- Noge Touring Star 370-15

## Старые модели Noge
- Noge Aro
- Noge Etna
- Noge Gregal
- Noge Gregal II
- Noge Kao
- Noge Mestral
- Noge Teide
- Noge Vesubio
- Noge Xaloc
- Noge Xaloc II
- Noge Xaloc III